# Verchošižem'e
Verchošižem'e è una cittadina della Russia europea centro-settentrionale, situata nella oblast' di Kirov; appartiene amministrativamente al rajon Verchošižemskij, del quale è il capoluogo.
Si trova nella parte centrale della oblast', ad un'ottantina di chilometri dal capoluogo Kirov, sulle sponde del fiume Šižma (affluente della Vjatka).